# Вилле, Сигрид
Сигрид Вилле (нем. Sigrid Wille; 2 ноября 1969 года, Ванген-им-Алльгой, Баден-Вюртемберг, ФРГ) — немецкая лыжница, призёрка чемпионата мира 1999 года. 
В Кубке мира Вилле дебютировала в 1990 году, в декабре того же года, впервые попала в десятку лучших на этапе Кубка мира. Всего имеет на своём счету 3 попадания в десятку лучших этапах Кубка мира, все в дистанционных гонках. Лучшим достижением Вилле в общем итоговом зачёте Кубка мира является 17-е место в сезоне 1990/91.
На Олимпиаде-1998 в Нагано стартовала в трёх гонках: 15 км классикой - 28-е место, 5 км классикой - 38-е место, гонка преследования 5+10 км - 54-е место.
За свою карьеру принимала участие в трёх чемпионатах мира, завоевала бронзу на чемпионате мира 1999 года в эстафете, лучший результат в индивидуальных гонках, 13-е место в гонке на 30 км свободным стилем на чемпионате мира 1995 года.